# Nędznicy (film 1995)
Nędznicy – francuski film historyczny z 1995 roku w reżyserii Claude’a Leloucha, luźno inspirowany powieścią Victora Hugo pod tym samym tytułem.

## Główne role
- Jean-Paul Belmondo - Henri Fortin/Jean Valjean/Roger Fortin
- Michel Boujenah - André Ziman
- Alessandra Martines - Elise Ziman
- Clémentine Célarié - Catherine/Fantine
- Philippe Khorsand - Policjant/Javert
- Michaël Cohen - Marius
- Pierre-Alexis Hollenbeck - Jeannot/Gavroche
- Jean Marais - Myriel
- Annie Girardot

## Fabuła
Rok 1899. Henri Fortin jest niedowidzącym byłym bokserem. Pracuje jako kierowca u arystokraty, który popełnia samobójstwo, a oskarżonym o nie zostaje Fortin. Henri zostaje aresztowany, a jego synem opiekuje się matka. Podczas II wojny światowej, Roger Fortin zgadza się przemycić rodzinę Zimana, żydowskiego adwokata do Szwajcarii. Fortin zaintrygowany powieścią „Nędznicy”, prosi Zimanów o przeczytanie książki.

## Nagrody i nominacje (wybrane)
- Nagroda BAFTA 1995
  - Najlepszy film nieanglojęzyczny (nominacja)
- Cezary 1996
  - Najlepsza aktorka drugoplanowa - Annie Girardot
- Złote Globy 1996
  - Najlepszy film zagraniczny